# 久間村
久間村（くまむら）は、佐賀県藤津郡にあった村。現在の嬉野市の一部にあたる。

## 地理
塩田川の中流域に位置していた。西部は虚空蔵山、東部は杵島山の山麓部で、中央部と南部は塩田川とその支流・入江川、八幡川に沿って平地が所在。

## 歴史
- 江戸時代は蓮池藩領で塩田郷に属した[2]。ただし、上久間村の一部は佐賀本藩領として残ったが、慶安2年（1649年）蓮池藩領松浦郡有田郷南川原との交換で蓮池藩領となる[2]。
- 1889年（明治22年）4月1日、町村制の施行により、藤津郡久間村が単独で村制施行し、久間村が発足[1][2]。大字は編成せず[2]。
- 1930年（昭和5年）洋館造の役場庁舎落成[2]。
- 1955年（昭和30年）11月1日、杵島郡有明村大字深浦字牛間田を編入[1][2]。
- 1956年（昭和31年）9月1日、藤津郡塩田町、五町田村と合併し、塩田町が存続して廃止[1][2]。合併後、塩田町大字久間となる[2]。

### 地名の由来
地内と近隣に地名で熊野が存在し、また熊野の里と称していた名残による。

## 産業
- 農業[2]
- 産物：米、麦、甘藷、磁器[2]

### 炭鉱
- 光武炭鉱（戦中から戦後）[2]

## 交通

### 鉄道
- 1904年（明治37年）武雄 - 鹿島間に祐徳軌道が開通し、西山・志田原・下久間の各駅を開設[2]。1930年（昭和5年）鉄道省長崎本線竜王 - 鹿島間が開通し、その後、祐徳軌道は廃止された[2]。